# Balzan Football Club 2017-2018
Questa voce raccoglie le informazioni riguardanti il Balzan Football Club nelle competizioni ufficiali della stagione 2017-2018.

## Maglie e sponsor
| Casa | Trasferta |

Sponsor ufficiale: Investors Mutual Ltd.

Fornitore tecnico: Joma

## Rosa
| N. |                      | Ruolo | Calciatore      |
| -- | -------------------- | ----- | --------------- |
| 1  | Malta (bandiera)     | P     | Sean Mintoff    |
| 4  | Malta (bandiera)     | D     | Justin Grioli   |
| 5  | Malta (bandiera)     | D     | Samir Arab      |
| 6  | Malta (bandiera)     | C     | Ryan Fenech     |
| 8  | Malta (bandiera)     | C     | Paul Fenech     |
| 9  | Brasile (bandiera)   | C     | Lecão           |
| 10 | Malta (bandiera)     | A     | Siraj Arab      |
| 11 | Malta (bandiera)     | D     | Steve Bezzina   |
| 14 | Australia (bandiera) | D     | Harry Ascroft   |
| 15 | Malta (bandiera)     | D     | Michael Johnson |
| 16 | Malta (bandiera)     | D     | Clive Brincat   |
| 17 | Malta (bandiera)     | A     | Alfred Effiong  |

| N. |                       | Ruolo | Calciatore      |
| -- | --------------------- | ----- | --------------- |
| 18 | Serbia (bandiera)     | C     | Uroš Ljubomirac |
| 19 | Malta (bandiera)      | A     | Jamie Zerafa    |
| 20 | Serbia (bandiera)     | D     | Ivan Božović    |
| 23 | Colombia (bandiera)   | D     | Elkin Serrano   |
| 30 | Brasile (bandiera)    | C     | Cadú            |
| 32 | Montenegro (bandiera) | P     | Ivan Janjušević |
| 44 | Malta (bandiera)      | D     | Jacob Borg      |
| 50 | Brasile (bandiera)    | D     | Oliveira        |
| 66 | Malta (bandiera)      | D     | Daniel Spiteri  |
| 86 | Montenegro (bandiera) | A     | Bojan Kaljević  |
| 88 | Malta (bandiera)      | C     | Sean Cipriott   |
| 99 | Serbia (bandiera)     | C     | Miloš Lepović   |